# Teleszphorosz pápa
Szent Teleszphorosz (latinul: Telesphorus), (? – 136) volt a nyolcadik római pápa 125-től.

## Élete
Az Annuario Pontificio szerint Teleszphorosz görög származású volt. Sok történelemtudós úttörőnek tekinti, noha a neki tulajdonított intézkedéseket nem mindig lehet dokumentumokkal alátámasztani. Mindenesetre ő volt az első keresztény egyházfő, aki után írásos emlékek maradtak fenn. Iréneusz írásaiból tudjuk, hogy a 2. században Szent Péter után ő az egyetlen olyan pápa, akinek vértanúságát biztosra vehetjük.
Az egyháztörténészek neki tulajdonítják a karácsonyi éjféli szentmise hagyományát, emellett ő vezette be húsvét vasárnapjának ünneplését, és az azt megelőző hét hetes nagyböjti időszakot. A katolikus egyházban mindmáig fontos liturgiatételt, a Gloria in Excelsis Deót (Dicsőség a magasságban Istennek) is az ő pápasága idején vették be a szertartásrendbe.
Teleszphorosz a karmelita rend védőszentje, mivel a hagyomány szerint a Kármel-hegyen élt remeteéletet.

## Művei
- Documenta Catholica Omnia (latin nyelven). [2016. március 3-i dátummal az eredetiből archiválva]. (Hozzáférés: 2011. december 6.)